# Brian Ray
Brian Thomas Ray (4 de enero de 1955) es un músico, compositor y cantante estadounidense, más conocido por su trabajo como guitarrista, bajista y Productor del músico británico Paul McCartney, aunque también ha trabajado con una larga lista de artistas.

## Biografía

### Comienzos musicales
Brian Ray creció en California, Estados Unidos. Con nueve años, comenzó a tocar la guitarra. Su hermana mayor Jean, del dúo Jim and Jean, inculcó a Brian su interés por la música rock a través de su colección de discos. Jean invitó a Brian a tocar en el LA Troubadour cuando tenía 15 años. Ella fue, según sus propias palabras, "probablemente la persona más importante e influyente" en la vida de Ray.

### Carrera musical
En 1973, poco después de graduarse, Ray comenzó a tocar con Bobby Pickett y The Crypt Kicker Five, tocando "Monster Mash" en un concierto benéfico organizado por y para Phil Kaufman. Kaufman contactó con Ray y posteriormente lo presentó a la cantante Etta James en un ensayo en el club Troubadour.
Durante su trabajo con James, Ray también compartió escenario con músicos como Keith Richards, Santana, Joe Cocker, Bonnie Raitt, John Lee Hooker y Bo Diddley, entre otros. Durante esta época también comenzó a componer sus propias canciones. Ray pasó gran parte de finales de la década de 1980 colaborando con músicos como Peter Frampton, Rita Coolidge y Steve LeGassick, quien colaboró frecuentemente con Ray a la hora de componer canciones. Su asociación con LeGassick produjo "One Heartbreak", un éxito de Smokey Robinson que obtuvo más de 2 000 000 de emisiones en radio.
Ray se unió a la banda de Paul McCartney durante la grabación del álbum Driving Rain (2001) y en la gira de promoción del disco. Desde entonces, ha aparecido en numerosas grabaciones del músico como Back in the World, Back in the U.S. y Memory Almost Full, así como en largometrajes y documentales como Paul McCartney in Red Square, The Space Within US y Good Evening New York City.
De forma adicional a su trabajo como músico de sesión, Ray también ha trabajado como Productor con Artistas como Kelly Clarkson, Shakira con El álbum Ojos Así, Juanes Loco de Amor y Paul McCartney con El álbum NEW en 2015, también ha trabajado para bandas sonoras de largometrajes como Heartbreakers (1984) y The Failures (2002). En 2011, Ray formó con Oliver Leiber el grupo The Bayonets.

### En solitario
En 2006, tras varias décadas trabajando como músico de sesión, Ray publicó Mondo Magneto, su primer disco en solitario. Según sus palabras: "La gente siempre me preguntó cuándo iba a hacer mi propio trabajo. Supongo que estaba muy ocupado". Mondo Magnetto contó con la colaboración de músicos como Scott Shriner, Davey Faragher, Abe Laboriel, Jr., Wix Wickens y Rusty Anderson.
En 2009, reveló que estaba trabajando en un segundo disco, titulado This Way Up.